# Ögmundur Kristinsson
Ögmundur Kristinsson (* 19. Juni 1989 in Reykjavík) ist ein isländischer Fußballtorhüter, der aktuell für den griechischen Verein AE Kifisia spielt.

## Karriere

### Verein
Ögmundur Kristinsson wechselte im Jahr 2006 aus der Jugend in die 1. Mannschaft von Fram Reykjavík. Mit Fram Reykjavík spielte er in der Pepsideild, der 1. Liga in Island. Im Jahr 2013 wurde er Kapitän der Mannschaft und konnte mit dem Gewinn des isländischen Pokals seinen ersten Titel feiern. Am 3. Juli 2014 gab er auch im Internationalen Vereinsfußball sein Debüt. In der 1. Qualifikationsrunde zur UEFA Europa League 2014/15, bei der 0:1-Niederlage gegen FC Nõmme Kalju aus Estland. Das Rückspiel endete 2:2. Damit schied er mit dem Verein vorzeitig aus.
Am 16. Juli 2014 wechselte er zum Randers FC nach Dänemark. Im Laufe der Saison 2014/15 bestritt er nur zwei Spiele in der höchsten dänischen Spielklasse, der Superliga. Hinzu kamen noch drei Partien im dänischen Pokal. Jedoch verließ Ögmundur Kristinsson den Verein nach Ablauf der Spielzeit.
Im Sommer 2015 wechselte er nach Schweden zu Hammarby IF in die Fotbollsallsvenskan, der höchsten Liga in Schweden. Insgesamt spielte er drei Spielzeiten beim Verein und kam auf 61 Ligaeinsätze. Zudem kam er auf acht Spiele im Svenska Cupen, dem schwedischen Pokal.
Am 31. August 2017 wechselte Ögmundur Kristinsson zu Excelsior Rotterdam. Beim niederländischen Erstligisten (Eredivisie) unterschrieb er einen Vertrag mit einer Laufzeit über ein Jahr mit der Option der Verlängerung um ein weiteres Jahr. Hier kam er auf 15 von 31 möglichen Spielen und ein Pokalspiel. Von Mitte Dezember 2017 bis Anfang April 2018 wurde er in der U 21-Mannschaft eingesetzt, wo er auf drei Spiele kam.
Anfang August 2018 wechselte er nach Griechenland zu AE Larisa, wo er einen Vertrag mit zweijähriger Laufzeit unterschrieb. Dort bestritt er 62 von 63 möglichen Ligaspielen sowie fünf Pokalspiele.
Anfang Juli 2020 wechselte er ligaintern zu Olympiakos Piräus. Er unterschrieb dort einen Vertrag mit drei Jahren Dauer. In der gesamten Zeit wurde er lediglich bei vier Ligaspielen und sechs Pokalspielen eingesetzt. Entsprechend war er am Gewinn der griechischen Meisterschaft 2020/21 und 2021/22 und am Pokalsieg 2020/21 beteiligt.
Mitte Juli 2023 wechselte er zum Aufsteiger in die Super League dem AE Kifisia, wo er einen Vertrag für die Saison 2023/24 unterschrieb.

### Nationalmannschaft
Ögmundur Kristinsson absolvierte zwischen 2006 und 2008 Spiele für die U-19 und U-21 von Island. Sein Debüt in der A-Nationalmannschaft gab er am 4. Juni 2014. Beim 1:0-Erfolg im Freundschaftsspiel gegen Estland kam er in der 45. Minute für Gunnleifur Gunnleifsson ins Spiel.
Bei der Fußball-Europameisterschaft 2016 in Frankreich wurde er als Ersatztorhüter in das Aufgebot Islands aufgenommen, kam aber nicht zum Einsatz.

## Erfolge
- Griechischer Meister: 2020/21, 2021/22
- Griechischer Pokalsieger: 2020/21